# VI. Antef
VI. Antef (uralkodási név: Nubheperré) az ókori egyiptomi XVII. dinasztia fáraója. Thébában uralkodott a második átmeneti kor idején, amikor Egyiptom északi részét a hükszoszok tartották megszállva. Uralkodása kb. i. e. 1571-től az 1560-as évek közepéig tartott.
A Dirá Abul-Naga-i nekropoliszban temették el, sírján eredetileg kis piramis állt (kb. 11 m alapú és 13 m magasságú.) A sírt Daniel Polz fedezte fel 2001-ben. Auguste Mariette talált itt két törött obeliszket a fáraó ötelemű titulatúrájával, de ez elveszett, miközben a Kairói Múzeumba szállították.
Az Antef nevű XVII. dinasztiabeli fáraók számozása a szakirodalomban nem egységes; Nubheperré Antef előfordul VI. Antef, VII. Antef sőt, V. Antef néven is.

## Családja
Tudni, hogy közvetlen elődjének, Szehemré-Wepmaat (V.) Antefnek a testvére, mivel V. Antef koporsóján (ma a Louvre-ban, E3019); egy feliraton az olvasható, hogy a koporsót „fivére, Antef király adta”.
Egy Gebel-Antef-i, XVII. dinasztiabeli templomban talált ajtókeretdarabon arra utaló feliratot találtak, hogy V. és VI. Antef egy Szobekemszaf nevű király fiai voltak. Ez Kim Ryholt szerint II. Szobekemszaf, aki I. Szobekemszaf után uralkodott, Antef sírját Daniel Polz német egyiptológus fedezte fel 2001-ben; ő is megerősíti Ryholt feltételezését. Aidan Dodson viszont II. Szobekemszafot későbbre helyezi a dinasztiában, és I. Szobekemszaf fiának tartja a két Antefet.
Antef felesége Szobekemszaf királyné volt, mert ennek a királynénak az ékszerein szerepel Nubheperré Antef neve. Szobekemszaf anyja egy király lánya volt, talán Rahotepé, és mivel király nővéreként említik, valószínű, hogy egy későbbi uralkodó (VII. Antef, II. Szobekemszaf vagy Szenahtenré Jahmesz) testvére. Két herceget említenek feliratokon Antef uralkodása alatt: Naht, az íjászok elöljárója egy ma Chicagóban őrzött sztélén szerepel, Kinen, Koptosz parancsnoka pedig az ún. koptoszi dekrétumon, mely ma a kairói Egyiptomi Múzeumban található. Nem tudni, tényleg Antef fiai voltak, vagy hercegi címük csak tiszteletbeli. Szobekemszaf királynénak egy azonos nevű lányát említik egy XVIII. dinasztiabeli sztélén; talán Antef lánya volt.

## Kronológia
Kim Ryholt és Daniel Polz egyetértenek abban, hogy Antef nem a XVII. dinasztia uralmának elején, inkább a közepe felé uralkodott, a három utolsó király (Szenahtenré, Szekenenré és Kamosze) előtt. Ryholt azonban 1997-ben a XVII. dinasztia fáraóinak kronológiáját felállító cikkében azt írta, hogy az utolsó Antef és Szenahtenré közt uralkodhatott egy Szobekemszaf nevű fáraó. Detlef Franke úgy tartja, időben nem fért be eközé a két király közé még egy, Dodson azonban ide helyezi II. Szobekemszafot kronológiájában. Polz 2007-es könyvében a rövid ideig uralkodó Szehemré-Herihermaat (VII.) Antefet VI. Antef és Szenahtenré közé helyezi.

## Uralkodása
Nubheperré Antef idejéből dinasztiája többi tagjához képest viszonylag sok felirat maradt fenn, mivel a fáraó több felső-egyiptomi templomot rendbehozatott és egy újat is építtetett, a ma Gebel Antef néven ismert helyen. Legjobb állapotban fennmaradt épülete egy kis kápolna Koptoszban. Négy falát rekonstruálták, ennek magas- és mélydomborműves díszítése Antef Hórusz és egy másik isten általi megkoronázását mutatja be, valamint Min isten társaságában ábrázolja a királyt. Abüdoszból kőtöredékek kerültek elő, melyek feliratán restaurációs munkálatokat említenek. Szintén Abüdoszban egy sztélén említik „Antef házát”, ami valószínűleg a fáraó tulajdonában álló épületre utal.
Koptoszból előkerült egy dokumentum, az ún. koptoszi dekrétum, melyen a királynak egy bizonyos Teti, Minhotep fia elleni intézkedéseit jegyezték fel. Említik rajta Koptosz korabeli polgármesterét, Minemhatot, akit a király utasít, hogy távolítsa el Tetit pozíciójából. A koptoszi dekrétumon szerepel az egyetlen dátum Antef uralkodása idejéből, a 3. év, de ennél bizonyosan tovább uralkodott, ha mindezeket az építési munkálatokat végigvitte és sírját is elkészíttette. Antef neve több mint húsz korabeli építményen előfordul, ami azt mutatja, dinasztiájának egyik legjelentősebb uralkodója volt.

## Sírja

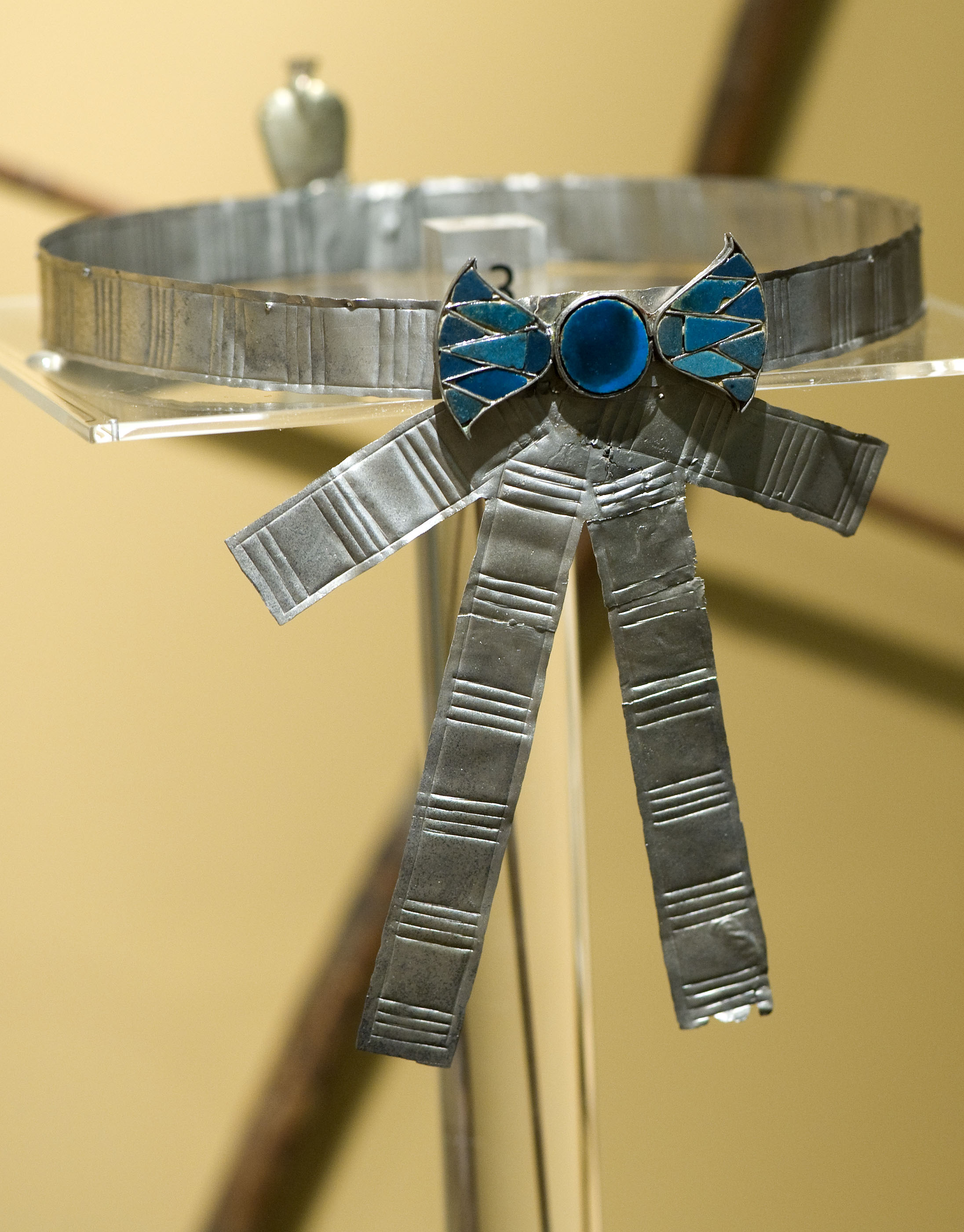
Királyi korona Antef sírjából. Ma a holland Rijksmuseum van Oudhedenben.

Nubheperré Antef sírjába 1827-ben rablók hatoltak be, a leletek közül némelyik nyugati gyűjtők kezébe került. Risi stílusú koporsóját Henry Salttól vásárolta meg a British Museum, katalógusszáma EA 6652. A sírt 1881 körül korai egyiptológusok ismét felfedezték, de helye ezután is a feledésbe merült, mígnem 2001-ben a Daniel Polz, a Német Régészeti Intézet igazgatóhelyettese vezette kutatócsoport rábukkant. A sírt vályogfal vette körül, a fal által körülvett területen kisméretű vályogtégla-piramis maradványait találták meg. Ez előtt nyílik a mély veremsír, előtte a fáraó életnagyságú homokkő szobrának feje feküdt. A sírkomplexum falán kívül egy magánszemély kis temetkezési kápolnáját találták meg, a feliratok alapján a kápolna tulajdonosa Teti, a király kancellárja vagy kincstárnoka. Ennek az építménynek a falán szerepelt Nubheperré Antef neve.
Polz a sírt egy 3000 éves papirusz információjára hagyatkozva találta meg, és nagyban segítettek neki egy amerikai régész kutatásai, aki maga nem találta meg a sírt. A papiruszon sírrablókról van szó, akik egy magánszemély közeli sírjából alagutat fúrva próbálták kifosztani a királysírt, de nem jártak sikerrel. Polzék megtalálták annak a két obeliszknek a nyomát is, amelyeket Mariette szállíttatott el a sírtól, hogy a kairói múzeumba vitesse. A két obeliszkkel Luxortól 10 km-re elsüllyedt a hajó.
A sírban megtalálták a fáraó szarkofágját, illetve egy diadémot vagy koronát, íjakat és nyilakat, valamint egy Szobekemszaf nevű király szívszkarabeuszát.

## Titulatúra
A fáraók titulatúrájának magyarázatát és történetét lásd az Ötelemű titulatúra szócikkben.
| G5 |

| G5 |

| nfr | L1 | Z3 |

| nfr | L1 | Z3 |

| nfr | L1 | Z3 |

| nfr | L1 | Z3 |

| G5 |

| G5 |

| nfr | L1 | Z3 |

| nfr | L1 | Z3 |

| nfr | L1 | Z3 |

| nfr | L1 | Z3 |

| G16 |

| G16 |

| O4 · r | D2 · Z1 | W11 · Z1 | t · f |

| O4 · r | D2 · Z1 | W11 · Z1 | t · f |

| G16 |

| G16 |

| O4 · r | D2 · Z1 | W11 · Z1 | t · f |

| O4 · r | D2 · Z1 | W11 · Z1 | t · f |

| G8 |

| G8 |

| HASH | R8A |

| HASH | R8A |

| G8 |

| G8 |

| HASH | R8A |

| HASH | R8A |

| M23 | L2 |

| M23 | L2 |

| N5 | S12 | L1 |

| N5 | S12 | L1 |

| N5 | S12 | L1 |

| N5 | S12 | L1 |

| N5 | S12 | L1 |

| N5 | S12 | L1 |

| N5 | S12 | L1 |

| N5 | S12 | L1 |

| M23 | L2 |

| M23 | L2 |

| N5 | S12 | L1 |

| N5 | S12 | L1 |

| N5 | S12 | L1 |

| N5 | S12 | L1 |

| N5 | S12 | L1 |

| N5 | S12 | L1 |

| N5 | S12 | L1 |

| N5 | S12 | L1 |

| G39 | N5 | \| \| |
|     |    |       |

|  |

| G39 | N5 | \| \| |
|     |    |       |

|  |

| W25 | i | n&t&f |

| W25 | i | n&t&f |

| W25 | i | n&t&f |

| W25 | i | n&t&f |

| W25 | i | n&t&f |

| W25 | i | n&t&f |

| W25 | i | n&t&f |

| W25 | i | n&t&f |

| G39 | N5 | \| \| |
|     |    |       |

|  |

| G39 | N5 | \| \| |
|     |    |       |

|  |

| W25 | i | n&t&f |

| W25 | i | n&t&f |

| W25 | i | n&t&f |

| W25 | i | n&t&f |

| W25 | i | n&t&f |

| W25 | i | n&t&f |

| W25 | i | n&t&f |

| W25 | i | n&t&f |